# III-divisioona 2016
La III-divisioona 2016 è stata la 6ª edizione (3ª a 11 giocatori) del campionato di football americano di quarto livello, organizzato dalla SAJL.

## Squadre partecipanti
| Club                   | Città     | Stadio | Sponsor ufficiale | Risultato nella stagione 2015 |
| ---------------------- | --------- | ------ | ----------------- | ----------------------------- |
| Helsinki Wolverines II | Helsinki  |        |                   |                               |
| Kotka Eagles           | Kotka     |        |                   |                               |
| Lahti Panthers         | Lahti     |        |                   |                               |
| Lohja Lions            | Lohja     |        |                   |                               |
| Malmi Blaze            | Helsinki  |        |                   |                               |
| Oulu Northern Lights   | Oulu      |        |                   |                               |
| Rovaniemi Nordmen      | Rovaniemi |        |                   |                               |
| Sipoo Bulldogs         | Sipoo     |        |                   |                               |
| Tartu Titans           | Tartu     |        |                   |                               |

## Stagione regolare

### Calendario

#### 1ª giornata
| Sipoo 14 maggio 2016, ore 12:00 | Sipoo Bulldogs | 6 – 83 | Helsinki Wolverines II | Söderkullan kenttä |

| Rovaniemi 14 maggio 2016, ore 13:00 | Rovaniemi Nordmen | 0 – 14 | Lohja Lions |  |

| Oulu 15 maggio 2016, ore 13:00 | Oulu Northern Lights | 54 – 52 | Kotka Eagles | Castrenin urheilukeskus |

| Lahti 15 maggio 2016, ore 15:30 | Lahti Panthers | 30 – 0 (d.g.s.) | Malmi Blaze | Lahden kisapuisto |

#### 2ª giornata
| Rovaniemi 21 maggio 2016, ore 11:00 | Rovaniemi Nordmen | 19 – 26 | Oulu Northern Lights |  |

| Lohja 21 maggio 2016, ore 12:00 | Lohja Lions | 14 – 40 | Kotka Eagles | Harjun urheilukeskus |

| Helsinki 21 maggio 2016, ore 15:30 | Helsinki Wolverines II | 55 – 0 | Tartu Titans | Velodromo di Helsinki (campo esterno) |

| Lahti 22 maggio 2016, ore 15:30 | Lahti Panthers | 27 – 6 | Sipoo Bulldogs | Lahden kisapuisto |

#### 3ª giornata
| Kotka 27 maggio 2016, ore 18:00 | Kotka Eagles | 0 – 29 | Sipoo Bulldogs | Puistolan urheilukenttä |

| Rovaniemi 28 maggio 2016, ore 13:00 | Rovaniemi Nordmen | 39 – 20 | Helsinki Wolverines II |  |

| Helsinki 28 maggio 2016, ore 13:30 | Malmi Blaze | 0 – 21 | Lohja Lions | Velodromo di Helsinki |

| Oulu 29 maggio 2016, ore 11:00 | Oulu Northern Lights | 47 – 18 | Tartu Titans | Castrenin urheilukeskus |

#### 4ª giornata
| Sipoo 11 giugno 2016, ore 13:00 | Sipoo Bulldogs | 21 – 28 | Rovaniemi Nordmen | Nikkilän keskusurheilukenttä |

| Oulu 11 giugno 2016, ore 18:00 | Oulu Northern Lights | 40 – 0 | Malmi Blaze | Castrenin urheilukeskus |

| Kotka 12 giugno 2016, ore 15:00 | Kotka Eagles | 49 – 0 | Tartu Titans | Puistolan urheilukenttä |

#### 5ª giornata
| Helsinki 17 giugno 2016, ore 18:30 | Helsinki Wolverines II | 13 – 9 | Lohja Lions | Brahen kenttä |

| Helsinki 18 giugno 2016, ore 13:20 | Malmi Blaze | 0 – 27 | Kotka Eagles | Velodromo di Helsinki (campo esterno) |

| Lahti 18 giugno 2016, ore 16:30 | Lahti Panthers | 13 – 30 | Oulu Northern Lights | Lahden kisapuisto |

| Rovaniemi 18 giugno 2016, ore 17:00 | Rovaniemi Nordmen | 43 – 14 | Tartu Titans |  |

#### 6ª giornata
| Kotka 8 luglio 2016, ore 18:00 | Kotka Eagles | 41 – 2 | Lahti Panthers | Puistolan urheilukenttä |

| Sipoo 9 luglio 2016, ore 14:00 | Sipoo Bulldogs | 0 – 22 | Tartu Titans | Söderkullan kenttä |

| Rovaniemi 9 luglio 2016, ore 17:00 | Rovaniemi Nordmen | 62 – 0 | Malmi Blaze | Susivoudin kenttä |

#### 7ª giornata
| Helsinki 15 luglio 2016, ore 19:00 | Helsinki Wolverines II | 32 – 42 | Kotka Eagles | Brahen kenttä |

| Lahti 16 luglio 2016, ore 13:30 | Lahti Panthers | 12 – 30 | Tartu Titans | Lahden kisapuisto |

| Sipoo 16 luglio 2016, ore 14:00 | Sipoo Bulldogs | 13 – 28 | Malmi Blaze | Söderkullan kenttä |

| Oulu 17 luglio 2016, ore 13:00 | Oulu Northern Lights | 24 – 20 | Lohja Lions | Castrenin urheilukeskus |

#### 8ª giornata
| Helsinki 22 luglio 2016, ore 18:30 | Helsinki Wolverines II | 48 – 12 | Malmi Blaze | Brahen kenttä |

| Lohja 23 luglio 2016, ore 12:00 | Lohja Lions | 33 – 6 | Tartu Titans | Virkkalan urheilukenttä |

| Lahti 23 luglio 2016, ore 13:30 | Lahti Panthers | 20 – 42 | Rovaniemi Nordmen | Lahden kisapuisto |

| Sipoo 23 luglio 2016, ore 14:00 | Sipoo Bulldogs | 2 – 50 | Oulu Northern Lights | Söderkullan kenttä |

#### 9ª giornata
| Lohja 30 luglio 2016, ore 12:00 | Lohja Lions | 41 – 0 | Lahti Panthers | Harjun urheilukeskus |

| Oulu 31 luglio 2016, ore 13:00 | Oulu Northern Lights | 20 – 46 | Helsinki Wolverines II | Castrenin urheilukeskus |

#### 10ª giornata
| Helsinki 5 agosto 2016, ore 18:30 | Helsinki Wolverines II | 53 – 8 | Lahti Panthers | Brahen kenttä |

| Lohja 6 agosto 2016, ore 12:00 | Lohja Lions | 64 – 0 | Sipoo Bulldogs | Harjun urheilukeskus |

| Helsinki 6 agosto 2016, ore 13:30 | Malmi Blaze | 14 – 20 | Tartu Titans | Velodromo di Helsinki (campo esterno) |

| Kotka 7 agosto 2016, ore 12:00 | Kotka Eagles | 23 – 20 | Rovaniemi Nordmen | Puistolan urheilukenttä |

### Classifica
La classifica della regular season è la seguente:
- PCT = percentuale di vittorie, G = partite giocate, V = partite vinte,  P = partite perse, PF = punti fatti, PS = punti subiti

| Pos. | Squadra                | PCT  | G | V | N | P | PF  | PS  |
| ---- | ---------------------- | ---- | - | - | - | - | --- | --- |
| 1    | Oulu Northern Lights   | .875 | 8 | 7 | 0 | 1 | 291 | 170 |
| 2    | Kotka Eagles           | .875 | 8 | 7 | 0 | 1 | 323 | 122 |
| 3    | Helsinki Wolverines II | 750  | 8 | 6 | 0 | 2 | 350 | 136 |
| 4    | Lohja Lions            | .625 | 8 | 5 | 0 | 3 | 216 | 83  |
| 5    | Rovaniemi Nordmen      | .625 | 8 | 5 | 0 | 3 | 253 | 138 |
| 6    | Tartu Titans           | 375  | 8 | 3 | 0 | 5 | 110 | 253 |
| 7    | Lahti Panthers         | .250 | 8 | 2 | 0 | 6 | 112 | 243 |
| 8    | Malmi Blaze            | 125  | 8 | 1 | 0 | 7 | 54  | 261 |
| 9    | Sipoo Bulldogs         | .000 | 8 | 0 | 0 | 8 | 48  | 351 |

## Playoff

### Tabellone
|  | Wild Card | Wild Card              | Wild Card    |                        |                      | Semifinali           | Semifinali           | Semifinali |  |  | III Tinamalja | III Tinamalja | III Tinamalja |  |
|  |           |                        |              |                        |                      |                      |                      |            |  |  |               |               |               |  |
|  |           |                        |              |                        |                      | 1                    | Oulu Northern Lights | 12         |  |  |               |               |               |  |
|  |           |                        |              |                        |                      | 1                    | Oulu Northern Lights | 12         |  |  |               |               |               |  |
|  |           |                        |              | Lohja Lions            | 7                    |                      |                      |            |  |  |               |               |               |  |
|  | 4         | Lohja Lions            | 24           | Lohja Lions            | 7                    |                      |                      |            |  |  |               |               |               |  |
|  | 4         | Lohja Lions            | 24           |                        |                      |                      |                      |            |  |  |               |               |               |  |
|  | 5         | Rovaniemi Nordmen      | 7            |                        |                      |                      |                      |            |  |  |               |               |               |  |
|  | 5         | Rovaniemi Nordmen      | 7            |                        | Oulu Northern Lights | Oulu Northern Lights | 28                   |            |  |  |               |               |               |  |
|  |           |                        |              |                        |                      |                      |                      |            |  |  |               |               |               |  |
|  |           |                        | Kotka Eagles | Kotka Eagles           | 46                   |                      |                      |            |  |  |               |               |               |  |
|  |           |                        |              | Kotka Eagles           | 46                   |                      |                      |            |  |  |               |               |               |  |
|  |           |                        |              |                        |                      |                      |                      |            |  |  |               |               |               |  |
|  |           |                        |              |                        |                      |                      |                      |            |  |  |               |               |               |  |
|  |           | 2                      | Kotka Eagles | 49                     |                      |                      |                      |            |  |  |               |               |               |  |
|  |           |                        |              | 49                     |                      |                      |                      |            |  |  |               |               |               |  |
|  |           |                        |              | Helsinki Wolverines II | 0                    |                      |                      |            |  |  |               |               |               |  |
|  | 3         | Helsinki Wolverines II | 32           | Helsinki Wolverines II | 0                    |                      |                      |            |  |  |               |               |               |  |
|  | 3         | Helsinki Wolverines II | 32           |                        |                      |                      |                      |            |  |  |               |               |               |  |
|  | 6         | Tartu Titans           | 14           |                        |                      |                      |                      |            |  |  |               |               |               |  |

### Wild Card
| Helsinki 13 agosto 2016, ore 14:00 | Helsinki Wolverines II | 32 – 14 | Tartu Titans | Brahen kenttä |

| Lohja 13 agosto 2016, ore 18:00 | Lohja Lions | 24 – 7 | Rovaniemi Nordmen | Harjun urheilukeskus |

### Semifinali
| Oulu 21 agosto 2016, ore 13:00 | Oulu Northern Lights | 12 – 7 | Lohja Lions | Castrenin urheilukeskus |

| Kotka 21 agosto 2016, ore 17:00 | Kotka Eagles | 49 – 0 | Helsinki Wolverines II | Puistolan urheilukenttä |

### III Tinamalja
| Oulu 28 agosto 2016, ore 13:00 | Oulu Northern Lights | 28 – 46 | Kotka Eagles | Castrenin urheilukeskus |

## Verdetti
- Kotka Eagles Vincitori del Tinamalja 2016